# Patrick Flomo
Patrick Julian Flomo (Charlotte, 19 luglio 1980) è un allenatore di pallacanestro ed ex cestista statunitense con cittadinanza tedesca.